# Арнольд Йонке
Арнольд Йонке  (нім. Arnold Jonke, 25 грудня 1962) — австрійський веслувальник, олімпійський медаліст.
Призер чемпіонату світу.

## Виступи на Олімпіадах
| Олімпіада      | Дисципліна     | Місце     |
| -------------- | -------------- | --------- |
| Сеул 1988      | одиночка       | 3 h4 r2/4 |
| Барселона 1992 | двійка парна   | 2         |
| Атланта 1996   | двійка парна   | 5         |
| Сідней 2000    | четвірка парна | 11        |

## Зовнішні посилання
- Досьє на sport.references.com [Архівовано 5 квітня 2011 у Wayback Machine.]
- Арнольд Йонке на сайті Міжнародної федерації веслувального спорту

1. ↑  Jonke Arnold